# Парадокс розділу ставки

## Історія парадоксу
Цей парадокс було вперше опубліковано в Венеції в 1494 р. в огляді середньовічної математики. Автор Фра Лука Пачолі назвав свою книгу «Сума знань з арифметики, геометрії, відношень і пропорційності» (Summa de arithmetica, geometria, proportioni et proportionalita). В цій книзі вперше використовувалося слово «мільйон» і пояснювалася подвійна бухгалтерія. Цікаво відзначити, що в Мілані Фра Лука близько подружився з Леонардо да Вінчі, який згодом ілюструвув працю Фра Лука «Про божественні пропорції» (De Divina Proportione), опубліковану у Венеції в 1509 р. Нещодавно Ейштейн Оре виявив італійський рукопис, датований 1380 р., в якому також згадується парадокс розділу ставки. Багато що вказує на давніше арабське походження задачі або ж принаймні на те, що в Італію задача потрапила разом з арабським вченням. Якою старою не була б ця проблема, залишається фактом, що на її правильне розв'язання пішло дуже багато часу. Сам Пачолі навіть не бачив зв'язку цієї задачі з теорією ймовірностей; він розглядав її як задачу про пропорції. Невірний розв'язок дав Нікколо Тарталья, хоча він був досить геніальним, щоб за одну ніч відкрити формулу коренів кубічного рівняння. Після декількох невдалих спроб Паскаль і Ферма нарешті в 1654 р. незалежно один від одного знайшли правильну відповідь. Це відкриття було на стільки важливим, що багато хто вважає цей рік часом народження теорії ймовірностей, а всі попередні результати відносяться до її предісторії.

## Парадокс
Два гравці грають в чесну гру (тобто у обох шанси виграти в одній партії однакові) і домовляються, що весь приз отримає той, хто першим виграє 6 партій. Припустимо, що насправді гра зупинилася до того, як один з них виграв приз (наприклад, перший гравець виграв 5 партій, а другий 3). Як справедливо розділити приз? Хоча насправді ця проблема не є парадоксом, але невдалі спроби деяких видатних вчених знайти розв'язок, а також неправильні суперечливі відповіді таку легенду створили. За однією відповіддю, приз треба розділити пропорційно виграним партіям, тобто у відношенні 5:3. Тарталья пропонував розділити його у відношенні 2:1. Можливо, він міркував так: оскільки перший гравець виграв на дві партії більше, що складає третю частину необхідних для виграшу 6 партій, то він повинен отримати третю частину, а решту треба роділити порівну. Насправді справедливим є розподіл у відношенні 7:1, що дуже відрізняється від попередніх результатів.

## Пояснення парадоксу
І Паскаль, і Ферма розглядали цю проблему як задачу про ймовірності. Тому справедливим буде розділ, пропорційний шансам першого гравця виграти приз. Покажемо, що у випадку, коли першому гравцю залишилося виграти тільки одну партію, а другому гравцю для перемоги потрібно виграти три, справедливе відношення рівне 7:1. Ферма запропонував продовжити гру трьома фіктивними партіями, навіть якщо деякі з них виявляться зайвими. Таке продовження дасть {\displaystyle 2\times 2\times 2=8} рівноможливих результатів. 7 з них сприятливі для першого гравця. Значить, справедливим є співвідношення 7:1!

## Зауваження
Загальний розв'язок для випадку, коли першому гравцеві треба виграти {\displaystyle m} партій, а другому — {\displaystyle n}, теж було знайдено Паскалем і Ферма. Для першого гравця відповідь дається формулою:
{\displaystyle 2^{-m-n+1}\sum _{j=m}^{m+n-1}{\binom {m+n-1}{j}}} .
В 1654 р. вся наукова (і не тільки) громадськість Парижу говорила про виникнення нової науки — теорії ймовірностей. Через кілька місяців у Париж з Нідерландів приїхав молодий геній Християн Гюйгенс, щоб обговорити з Паскалем і Ферма ймовірнісні проблеми, якими він теж цікавився. Сталося так, що він не зустрів жодного з них. Паскаль був зайнятий релігією і не приймав гостей, а Ферма жив далеченько від Парижа. Разом з тим з найцікавішими результатами Гюйгенс ознайомився, і незабаром після повернення в Нідерланди він почав писати книгу з теорії ймовірностей. Ця чудова робота, яка, зокрема, містить розв'язок задачі про розділ ставок для трьох гравців, була опублікована в 1657 р. під назвою «Про розрахунки в азартних іграх» у вигляді частини (п'ятої книги) праці Ван Схоутена «Математичні етюди». В роботі Гюйгенса 16 сторінок, вона починається з передмови і містить розв'язки 14 задач, пов'язаних з азартними іграми.